# João Ferreira de Moura

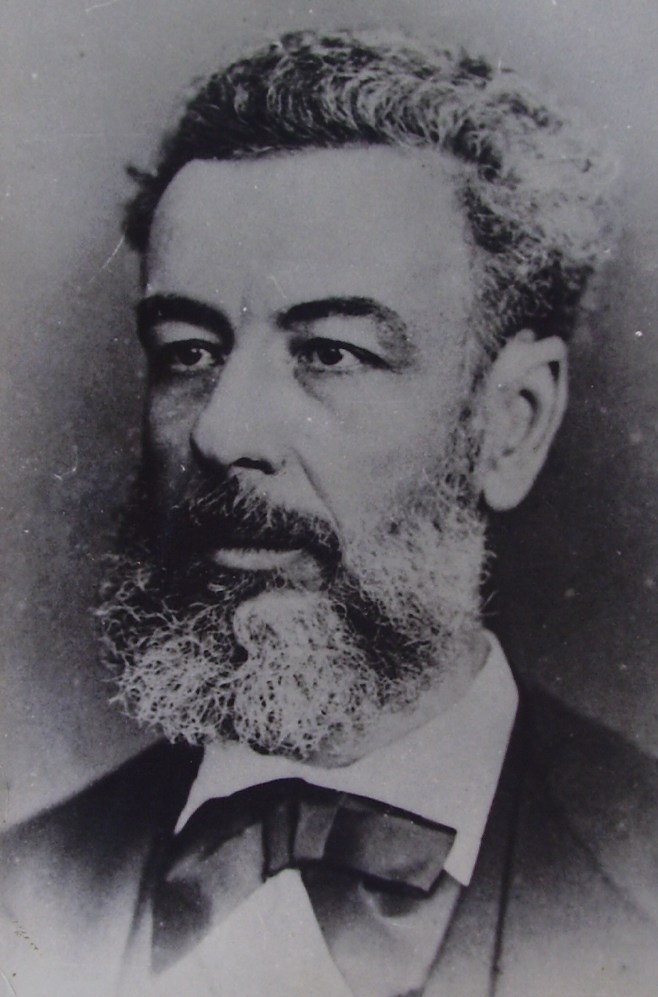
João Moura

João Ferreira de Moura (Santo Amaro, Bahia, 27 de março de 1830 — Santo Amaro, 15 de junho de 1912) foi um político brasileiro.
Formado pela Faculdade de Direito de Olinda (atual Faculdade de Direito da Universidade Federal da Bahia).
Foi deputado de 1864 a 1868 e de 1878 a 1885. Foi presidente da Câmara dos Deputados do Brasil em 1882.
Foi presidente da província da Bahia, de 19 de março a 21 de junho de 1867. Foi ministro da Marinha (ver Gabinete Sinimbu), da Justiça (ver Gabinete Paranaguá) e dos Transportes (ver Gabinete Saraiva de 1885).